# 松平忠倫
松平 忠倫（まつだいら ただみち・ただとも）は、江戸時代前期の肥前国島原藩の世嗣。官位は従五位下・右京亮。

## 略歴
初代島原藩主・松平忠房の次男として誕生。正室は本多忠義娘。
兄・好房が早世したため嫡子となる。延宝2年（1674年）徳川家綱に御目見し叙任するが、不行跡のため貞享3年（1686年）に廃嫡された。
代わって、分家の旗本深溝松平家から忠雄が養子に迎えられ嫡子となった。
享保3年（1718年）、死去。享年62。